# Air Ivoire
Air Ivoire (eigentlich Société Nouvelle Air Ivoire) war eine ivorische Fluggesellschaft mit Sitz in Abidjan und Basis auf dem Port Bouet Airport.

## Geschichte
Die Fluggesellschaft wurde am 14. Dezember 1960 gegründet und nahm ihren Flugbetrieb im August 1964 auf. Die Unternehmen Sodetraf, Union des Transports Aériens und Air Afrique waren bis zum Januar 1976 an der Gesellschaft beteiligt, danach übernahm der ivorische Staat alle Aktien. Im September 1999 musste die Fluggesellschaft wegen finanzieller Probleme den Betrieb einstellen. Jedoch konnte die Übernahme durch die AAA (im Besitz der Air France (51 %) und der AIG) die Gesellschaft retten, so dass der Betrieb unter dem Namen Nouvelle Air Ivoire im Jahr 2001 wieder aufgenommen werden konnte. Zwischenzeitlich hat sich die Fluggesellschaft wieder zum alten Namen umbenennen lassen. Im März 2011 stellte sie den Flugbetrieb ein.

## Ziele
Air Ivoire verband Abidjan hauptsächlich mit wichtigen afrikanischen Zielen, darunter Accra, Libreville und Lagos und flog darüber hinaus nach Paris und Marseille in Frankreich.

## Flotte

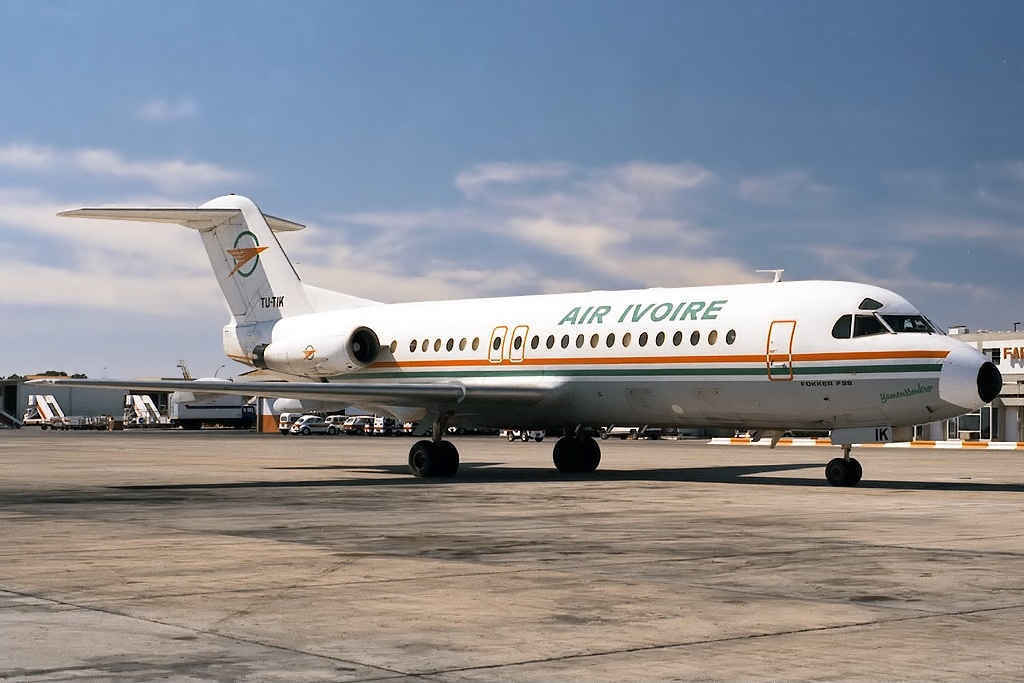
Eine Fokker F28 (TU-TIK) der Air am Flughafen Faro

### Flotte bei Betriebseinstellung
Mit Stand September 2010 bestand die Flotte der Air Ivoire aus vier Flugzeugen:
- 1 Airbus A321-200 mit 148 Sitzplätzen (4/12/132)
- 3 Boeing 737-500 mit je 102 Sitzplätzen (-/12/90)

### Zuvor eingesetzte Flugzeuge
Zuvor wurden auch folgende Flugzeugtypen eingesetzt:
- Airbus A319
- Airbus A321
- Antonow An-24
- Beechcraft King Air
- Boeing 707
- Boeing 737-200, -300, -500
- Boeing 747
- Boeing 767
- Douglas DC-3
- McDonnell Douglas DC-9-82 (MD-82)
- Fokker F-27
- Fokker F28
- Fokker 100
- NAMC YS-11
- Short 360

## Zwischenfälle
- Am 24. Juli 1971 kollidierte eine Douglas DC-3/C-47A-90-DL der Air Ivoire (Luftfahrzeugkennzeichen 6V-AAP) kurz nach dem Nachtstart vom Flughafen Bamako (Mali) mit einem Hügel. Alle sechs Insassen starben.[5]

- Am 26. Juni 1994 stürzte eine Fokker F-27 Friendship 400M der Air Ivoire (TU-TIP) im Landeanflug auf den Flughafen Abidjan 5500 Meter vor dem Flughafen ab. Alle 17 Insassen starben.[6]

- Am 28. Juni 1996 flog eine Beechcraft 200 Super King Air der Air Ivoire (TU-TJE) nahe Bouaflé bei schlechtem Wetter in einen Hügel. Das Flugzeug befand sich auf einem Instrumententrainingsflug und wurde unter die Mindestflughöhe geflogen. Bei diesem CFIT (Controlled flight into terrain) wurden alle drei Insassen getötet.[7]